# Xavier Gil
Francisc Xavier Gil Sánchez (* 24. Mai 1982) ist ein ehemaliger andorranischer Fußballspieler.
Gil spielte in seiner Laufbahn beim FC Andorra und dem FC Santa Coloma. Für die Nationalmannschaft von Andorra kam er zu drei Länderspieleinsätzen.